# Lauro Corona
Lauro Del Corona (Río de Janeiro, 6 de julio de 1957-Río de Janeiro, 20 de julio de 1989) fue un actor brasileño.

## Biografía
Nacido en la clase media alta del sur de Río de Janeiro, comenzó a trabajar a los dieciséis años como vendedor en la boutique de su madre. Un año después, inició una carrera como modelo y realizó sus primeras películas publicitarias: publicidad para Coca-Cola y Bob's, donde llamó la atención del director Marcos de Sá, quien lo invitó a tomar un curso de teatro.
En 1977, mientras actuaba en la obra infantil Sinbad, o Marujo, en Río de Janeiro, fue descubierto por Ziembinski y Paulo José, quienes lo invitaron a participar en el especial de televisión Ciranda, Cirandinha.
A partir de entonces, participó en varias telenovelas y películas, destacándose inicialmente en Dancin' Days (1978), de Gilberto Braga, en la que hacía pareja con el personaje de Glória Pires. Telenovela que batió récords de audiencia y se convirtió en fiebre nacional y por la que ganó el codiciado premio APCA al mejor actor en su debut televisivo. El actor también protagonizó otros grandes éxitos como Marina, Baila conmigo, un gran éxito de audiencia que hizo que su personaje, Câe Maia, su peinado y el uso de la bandana fueran copiados en todo el país. El actor también protagonizó la popular Elas por Elas, y otras dos telenovelas de gran éxito, Louco Amor, Cuerpo a cuerpo, ambas de Gilberto Braga y un clásico de las telenovelas de las 18:00, Derecho a amar, la última y destacada colaboración con Glória Pires.
El éxito de Lauro Corona en la televisión le abrió las puertas al cine. Actuó en O Sonho não Acabou, en 1982, y dos años después en Bete Balanço, como la pareja sentimental del personaje de Débora Bloch, película con el tema principal de la banda Barão Vermelho cantado por Cazuza. El sentido común, de hecho, hizo correr el rumor de que Cazuza y Lauro serían primos, tanto por su increíble parecido físico, como quizás también porque son de la misma edad y fallecieron de la misma enfermedad, pero la información es incorrecta y no hay relación entre ambos.
Laurinho, como lo llamaban sus compañeros de trabajo, era un gran amigo de la también actriz Glória Pires. Querido por todos en el mundo artístico, fue unánime entre sus compañeros de trabajo y el público en general que terminó por coronarlo como el galán de las seis, un tiempo reservado para las historias de amor y los contenidos ligeros. Estrellas de la talla de Glória Pires, Miguel Falabella, Elke Maravilha, Suzana Vieira y Tássia Camargo han salido en público a decir cuánto admiran al actor.
Su popularidad fue tal que incluso mereció un episodio en Tele Tema con el título «O Sequestro de Lauro Corona».
También logró cierto éxito como cantante y presentador del programa Globo de Ouro en la década de 1980. Algunas de las canciones son Não vivo sem meu rock, O Céu por um beijo, Tudo pode acontecer y Tem que provar.
Lauro también realizó una miniserie, Memórias de um Gigolô, en 1986, que fue considerada por la crítica especializada como una de sus mejores actuaciones ante la cámara.
Su última telenovela fue Vida Nova, de 1988, en el papel de una inmigrante portugués que enamoraba a una judía brasileña, interpretada por Deborah Evelyn.
Fue uno de los galanes más queridos de la historia de la TV brasileña y uno de los mejores actores de toda una generación, siendo durante mucho tiempo líder en los partidos de la TV brasileña, superando a los hasta ahora imbatibles Tarcisio Meira y Francisco Cuoco.
Discreto en su vida personal, era homosexual y fue una de las primeras personalidades brasileñas en morir por complicaciones derivadas del virus del VIH. El personaje de la telenovela Vida Nova tuvo un final precipitado, con un viaje a Israel, a causa de la enfermedad del actor. La última escena mostraba un auto negro saliendo en una noche lluviosa, al son del poema «¡Viajar! ¡Perder países!» de Fernando Pessoa, recitado en off por el propio actor. 
El certificado de defunción del actor apuntaba como causas de muerte complicaciones como infección respiratoria, septicemia, infecciones oportunistas, miocarditis, insuficiencia renal y hemorragia digestiva alta. En ningún momento se mencionó la palabra «sida», lo que reforzó una conducta adoptada por el joven galán de telenovelas de Globo y sus familiares en los últimos meses de su vida: la de negar con vehemencia la enfermedad. Lauro Corona no les dijo a sus amigos que era portador del virus, ni aceptó la condición, trató los síntomas de las enfermedades oportunistas con homeopatía.
Los rumores de que tenía sida surgieron en enero de 1989, cuando el actor pidió dejar la telenovela Vida Nova, en la que era protagonista, alegando cansancio. Lauro se instaló en Campos do Jordão para poder descansar y reponer energías. Regresó dos meses después, muchos kilos más delgado y con una pérdida de cabello visible. Poco después, se mudó a la casa de sus padres, aislándose incluso de sus amigos. Cuando su salud se deterioró, fue hospitalizado, pero los padres prohibieron a la Clínica São Vicente de Gávea dar información a la prensa sobre la salud de su hijo.
Lauro Corona murió después de nueve días hospitalizado en la Clínica São Vicente y fue sepultado en el Cemitério São João Batista, en Río de Janeiro.
Su muerte causó gran conmoción nacional. Su rostro estuvo en las portadas de las revistas Amiga, Contigo!, Sétimo Céu, entre otras. Aficionados, mujeres y hombres lloraron su muerte.
Canal Viva eligió a Lauro como el mayor galán de los años ochenta. Y eso le garantizó a la estrella un lugar reservado entre el restringido grupo de los cinco mayores galanes de la historia de TV Globo.
Lauro Corona quedó para siempre como ese chico guapo, frágil, amable, de hermosos ojos azules y una sonrisa cautivadora. Como dijo alguien en el momento de su muerte: «Laurinho dejó su huella en la historia de la televisión. Una marca que ni el tiempo podrá diluir».

## Carrera profesional

### En la televisión
| Año  | Título                | Papel                                    | Notas                                   |
| ---- | --------------------- | ---------------------------------------- | --------------------------------------- |
| 1988 | Vida Nova             | Manuel Víctor                            |                                         |
| 1987 | Derecho a amar        | Adriano Monserrat                        |                                         |
| 1986 | Memorias de um Gigolô | Mariano                                  |                                         |
| 1986 | Tele Tema             | Él mismo                                 | Episodio: «O Sequestro de Lauro Corona» |
| 1985 | Globo de Ouro         | Presentador                              |                                         |
| 1984 | Cuerpo a cuerpo       | Rafael da Motta (Rafa)                   |                                         |
| 1984 | Vídeo Show            | Presentador                              |                                         |
| 1984 | Vereda Tropical       | Víctor de Oliva Salgado                  | Participación                           |
| 1983 | Louco Amor            | Felipe Dumont (Lipe)                     |                                         |
| 1983 | Cometa Loucura        | Presentador                              |                                         |
| 1982 | Elas por Elas         | Gilberto Aranha Muñiz (Gil)              |                                         |
| 1981 | Baila conmigo         | Carlos Eduardo Maia (Caê)                |                                         |
| 1980 | Marina                | Marcelo                                  |                                         |
| 1979 | Os Gigantes           | Polaco                                   |                                         |
| 1978 | Dancin' Days          | Paulo Roberto Souza Prado Cardoso (Beto) |                                         |
| 1977 | Caso Especial         |                                          | Episodio: «Ciranda Cirandinha»          |

### En el cine
| Año  | Título             | Papel   |
| ---- | ------------------ | ------- |
| 1984 | Bete Balanço       | Rodrigo |
| 1982 | O Sonho Não Acabou | Ricardo |

## Premios y nominaciones
| Año  | Otorgar     | Categoría              | Cita         | Resultado |
| ---- | ----------- | ---------------------- | ------------ | --------- |
| 1978 | Troféu APCA | Mejor actor revelación | Dancin' Days | Ganador   |